# Heteropygas filena
Heteropygas filena là một loài bướm đêm trong họ Noctuidae.